# Diepgangsmerk

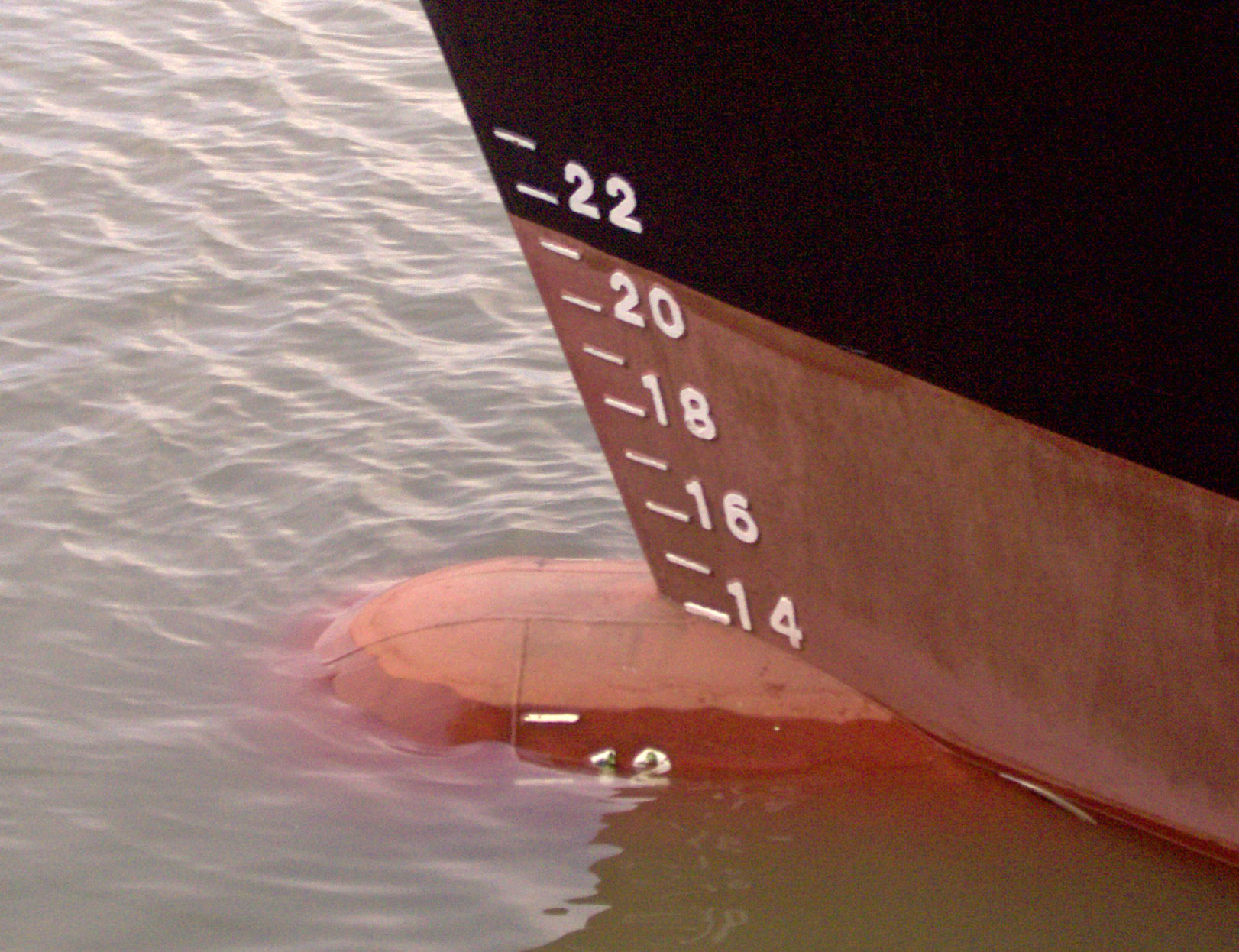
Diepgangsmerk op de boeg van een schip.

Een diepgangsmerk of uitwateringsmerk is de markering met cijfers op de voor- en achtersteven van een schip waarmee de diepgang afgelezen kan worden.
Vaak vindt men deze ook midscheeps bij het uitwateringsmerk. Tegenwoordig zijn de merken meestal metrisch uitgevoerd, waarbij de cijfers steeds 10 centimeter hoog zijn en elke 20 centimeter aangeven. Bij oudere schepen vindt men nog wel voetmerken, waarbij de diepgang in voeten is af te lezen.
Om de gemiddelde diepgang vast te stellen moet de diepgang bij de merken gecorrigeerd worden naar de loodlijnen. Hierna is met de trimcorrectie de gemiddelde diepgang en daarmee het deplacement te berekenen. Hierbij is dan nog geen rekening gehouden met buiging (hogging en sagging, opbuiging en doorbuiging). Het effect hiervan kan men uitrekenen met behulp van de diepgangsmerken midscheeps.